# Baghal
1643 – 1948
Entités précédentes :
- Raj britannique

Entités suivantes :
- Inde

Le Baghal était un État princier des Indes. Sa capitale de la principauté était la ville d'Arki. Le Baghal est occupé par le Népal de 1803 à 1815.
L'État princier a été intégré à l'État de l'Himachal Pradesh.

## Dirigeants: Râna puis Râja
- Râna
  - 1778 - 1803 : Jagat Singh (1er règne)
  - 1803 - 1815 : Occupation népalaise
  - 1815 - 1828 : Jagat Singh (2e règne)
  - 1828 - 1840 : Shiv Saran
  - 1840 - 1875 : Kishan Singh (+1877)
- Râja
  - 1875 - 1877 : Kishan Singh
  - 1877 : Moti Singh (+1877)
  - 1877 - 1904 : Dhyan Singh (1841-1904)
  - 1904 - 1922 : Tikka Bikram Singh (1893-1922)
  - 1922 - 1945 : Surendra Singh (1909-1945)
  - 1945 - 1948  Rajendra Singh, né en 1928